# Gerda Lerner
Gerda Lerner, de domo Kronstein, primo voto Jensen (ur. 30 kwietnia 1920 r. w Wiedniu, zm. 2 stycznia 2013 r. w Madison) – amerykańska pisarka, historyczka, wykładowczyni uniwersytecka pochodzenia żydowskiego; działaczka na rzecz praw kobiet. Oprócz licznych publikacji naukowych jest autorką poezji, beletrystyki, sztuk teatralnych, scenariuszy i autobiografii.

## Życiorys
Urodziła się w zamożnej żydowskiej rodzinie. Jej ojciec Robert Kronstein był właścicielem apteki w Wiedniu, a matka Ilona Neumann artystką. Miała dostatnie dzieciństwo i młodość. Po aneksji Austrii przez III Rzeszę Niemiecką w 1938 r. i wobec narastających nastrojów antysemickich w Wiedniu jej rodzina została zmuszona do wyjazdu za granicę. Gerda, za jej antyhitlerowskie poglądy, została na krótko osadzona w więzieniu, gdzie spędziła osiemnaste urodziny.
W 1939 roku wraz ze swoim przyszłym pierwszym mężem Bobbym Jensenem udało się jej wyjechać do Nowego Jorku, gdzie znalazła pracę najpierw jako kelnerka, potem sprzedawczyni, urzędniczka i technik radiolog. W tym samym czasie zaczęła pisać i opublikowała dwa opowiadania, w których opowiedziała o okropnościach nazizmu. Po rozwodzie z Jensenem poznała i wyszła za mąż w 1941 r. za Carla Lernera, młodego reżysera teatralnego, a później filmowca, działacza Komunistycznej Partii Stanów Zjednoczonych Ameryki. Carl i Gerda Lernerowie wspólnie organizowali wiele publicznych wystąpień przeciwko maccartyzmowi, dyskryminacji rasowej, dyskryminacji kobiet i militaryzmowi amerykańskiemu.
W latach pięćdziesiątych Gerda Lerner ukończyła studia na Columbia University z tytułem magistra historii. Jej praca dyplomowa została opublikowana w 1967 roku jako esej pod tytułem The Grimke Sisters from South Carolina: Rebels against Slavery. W tym samym czasie była jedną z założycielek Narodowej Organizacji Kobiet. Wkrótce została wykładowczynią uniwersytecką i badaczką sytuacji społecznej kobiet inaugurując w 1968 roku pierwszy amerykański kurs o historii kobiet w Sarah Lawrence College w Yonkers.
W 1980 roku, uzyskując stanowisko profesora uniwersytetu na Uniwersytecie Wisconsin-Madison, dała początek pierwszemu kierunkowi studiów nad sytuacją socjalną kobiet. Opublikowała kilka prac na ten temat, takich jak: 
- Black Women in White America: A Documentary History (1972),
- The Female Experience: An American Documentary (1976),
- The Majority Finds Its Past: Placing Women in History (1979),
- The Creation of Patriarchy (1986),
- The Creation of Feminist Consciousness: From the Middle Ages to Eighteen-seventy (1994).

Kolejnym znaczącym jej dziełem jest A Death of One's Own (1978), w którym Gerda Lerner opowiada o śmierci swojego ukochanego męża Carla i jego walce o chęć zachowania godności pacjenta do końca życia, który odmawia poddania się totalitarnym regułom narzucanym przez służbę zdrowia panującym w szpitalu. W pracy tej autorka wprowadza pojęcie szacunku dla nieuleczalnie chorych pacjentów i ich praw.
W roku 2002 opublikowała swoją autobiografię zatytułowaną Fireweed: A Political Autobiography. Fireweed jest to angielska nazwa Epilobium angustifolium rośliny, która jako pierwsza zaczyna rosnąć na ziemi zniszczonej przez pożar. Gerda Lerner porównuje się do tej rośliny jako kobieta, która dorastała w trudach ognia i walki.